# Denis Durozier de Magneux
Pour les articles homonymes, voir Durozier.
Denis Durozier de Magneux est un homme politique français né le 8 novembre 1769 à Saint-Léger-sur-Roanne (Loire) et décédé le 24 août 1813.
Sous-lieutenant de cavalerie, il devient lieutenant en 1792 puis capitaine. Il démissionne après la mort de Louis XVI. Maire et conseiller d'arrondissement de Roanne, il est un temps sous-préfet par intérim. Il est député du Rhône de 1810 à 1813.

## Sources
- « Denis Durozier de Magneux », dans Adolphe Robert et Gaston Cougny, Dictionnaire des parlementaires français, Edgar Bourloton, 1889-1891 [détail de l’édition]